# 橋上駅

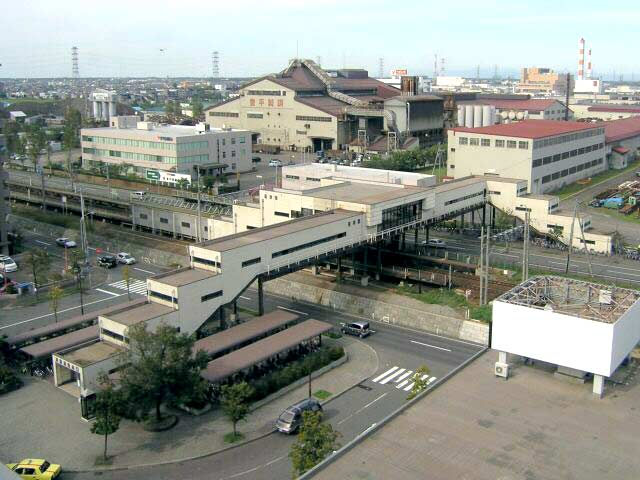
橋上駅舎（発寒駅）

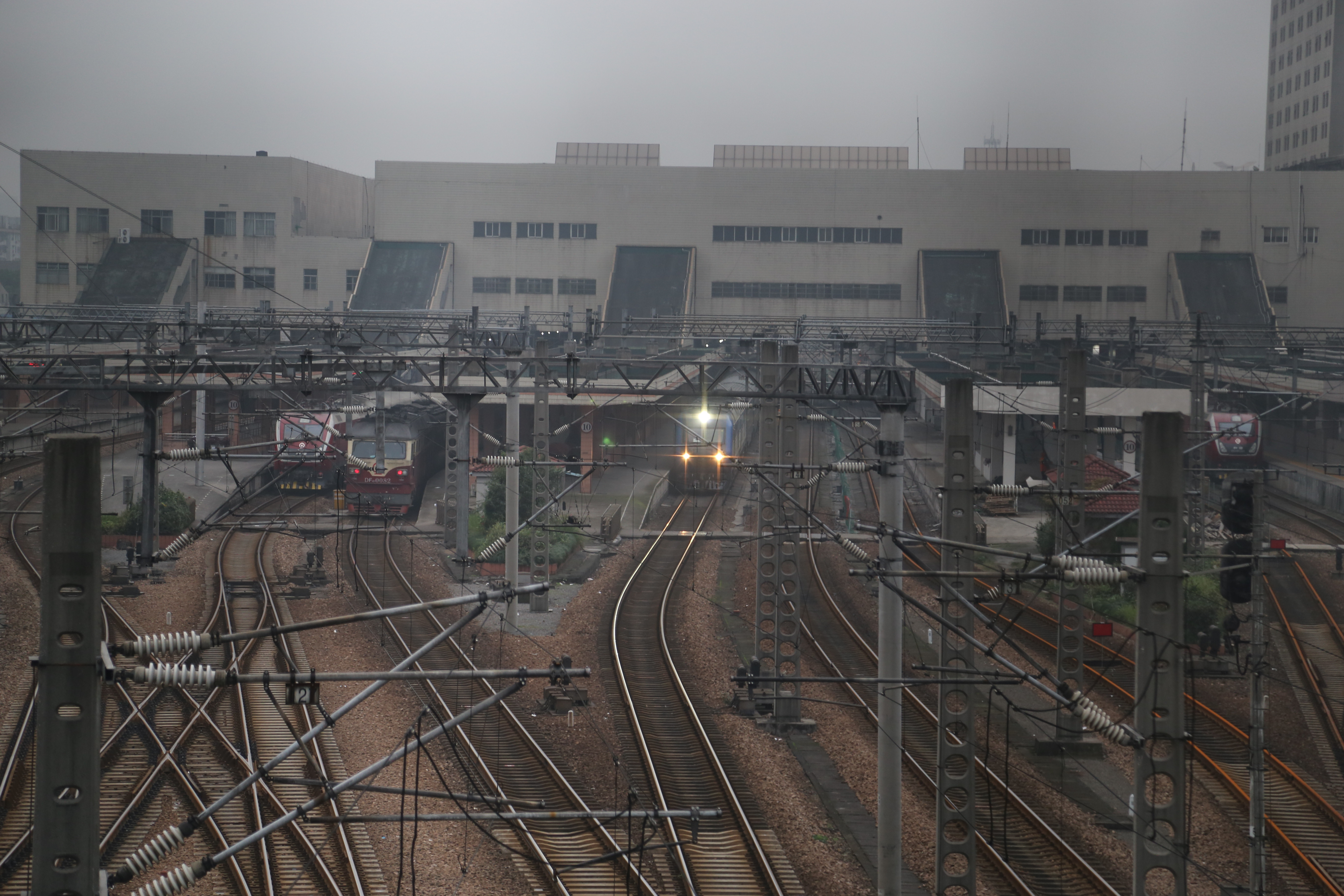
中国の橋上駅舎（杭州駅）

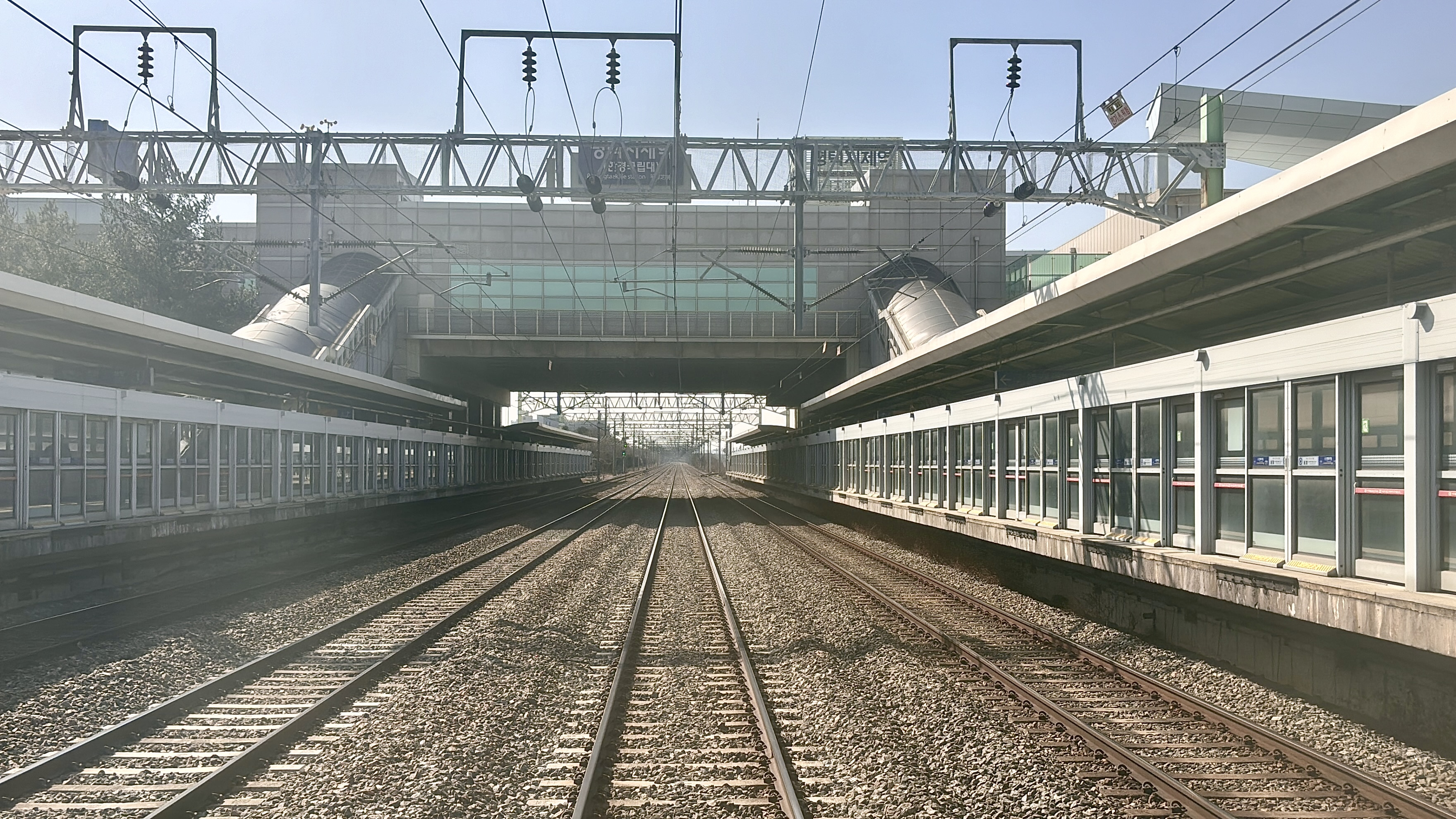
韓国の橋上駅舎（平沢芝制駅）

橋上駅（きょうじょうえき）は、駅舎機能をプラットホームの上階部分に集約した鉄道駅、あるいはその駅舎（橋上駅舎）のこと。跨線橋と駅舎を一体化したような構造を持つ。
多くは地上駅の一類型とされるが、掘割駅や高架駅でも橋上駅舎が建設される場合もある。掘割駅の場合、地面と同じ平面に駅舎が造られることが多く、場合によっては地下駅とされることもある。高架駅でかつ橋上駅である例も存在する（万博記念公園駅、元住吉駅、新木場駅など）。

## 概要
地上駅が建て替えられて橋上駅とされることが多い。自動改札のない時代、地上駅では線路を挟んで両側に有人改札をそれぞれ設置しないと、両側から利用することが難しかった。橋上駅ならば駅の建設費がかさむなどのデメリットを抱えるものの、改札口や乗車券売り場等を1箇所に集約出来るため駅機能の簡略化を図ることが可能になる。
また、自由通路を併設した橋上駅に建て替えることにより、地上駅の場合、線路の両側の地域を繋ぐためほぼ必須の設備となる自由通路をそれ（橋上駅舎）が兼ねるため、新たに自由通路を必要とせずに線路で分断されている地域相互間の歩行者の便を図ることができ、また車道付跨線橋とすれば車両通行も可能となり、バスやタクシーなどからの利便性が向上できる。
事業者によってはまったく採用しないこともある（阪神電気鉄道が該当）。

## 構造
橋上駅はプラットホーム上階部分に駅舎機能が完全に集約されるため、地上駅としてのメリットが失われ、高架駅若しくは地下駅よりも場合によっては移動距離が長くなるという欠点を持つ。また、どのプラットホームでも駅舎との間で上り下りが必要になる。これ以外にも、埼玉県春日部市では「一度橋上駅化すると、その後に鉄道を高架化することが難しい」など、橋上駅化をすることによるデメリットについて説明している。
プラットホーム上の空間に駅舎機能を配置することにより、土地に余裕の少ない場所では土地の有効利用ともなるため、建て替えや駅開設時から橋上駅で建設されることがある。
高齢者や身体障害者にとっては上り下りの際に段差が障害となる。21世紀に作られた駅舎では原則的にエレベーターやエスカレーターなどの搬送機が駅舎とプラットホームの間、または駅舎と地上の間に設置されてバリアフリーとなっているが、古い駅舎ではこうした設備を欠いていることが多く、地上駅よりも不便となる。そのため自動改札導入後は新駅でも簡素な地上駅2面2線で作る例が見られる。
傾斜地に設置された鉄道駅では、高地側からは橋上部分の駅舎へ段差無しで到達することが可能である。ただし、低地側から駅舎を見ると高架駅の橋上駅に見えることがある。

## 駅周辺
橋上駅化することで駅の空間自体が広く出来るため、トイレや店舗などの機能を充実させやすい。日本においては2000年代以降、駅構内における商業施設建設事業を展開する駅も多い。橋上駅はペデストリアンデッキとの連絡が容易である構造から、商業が集積している場所においては周辺の商業施設との連絡設備として導入されることもある。また、従来地上駅舎だった駅を橋上駅舎化した場合、地上駅舎が建っていた跡地を利用して新たにロータリーなどを設置してバス路線の増発などが可能になるメリットもある。